# Salvia patens
Salvia patens là một loài thực vật có hoa trong họ Hoa môi. Loài này được Cav. miêu tả khoa học đầu tiên năm 1799.

## Hình ảnh

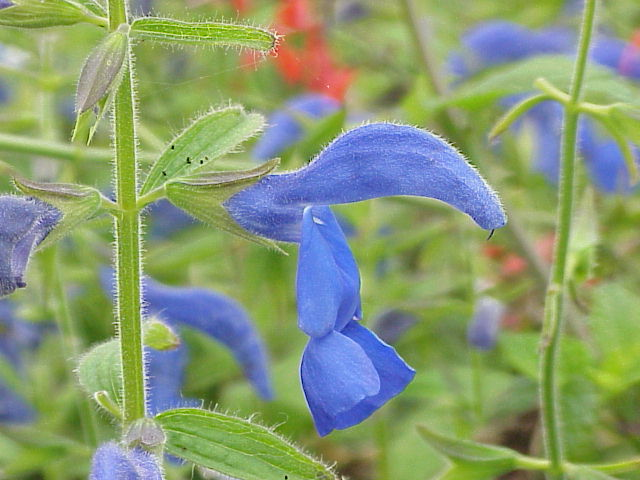
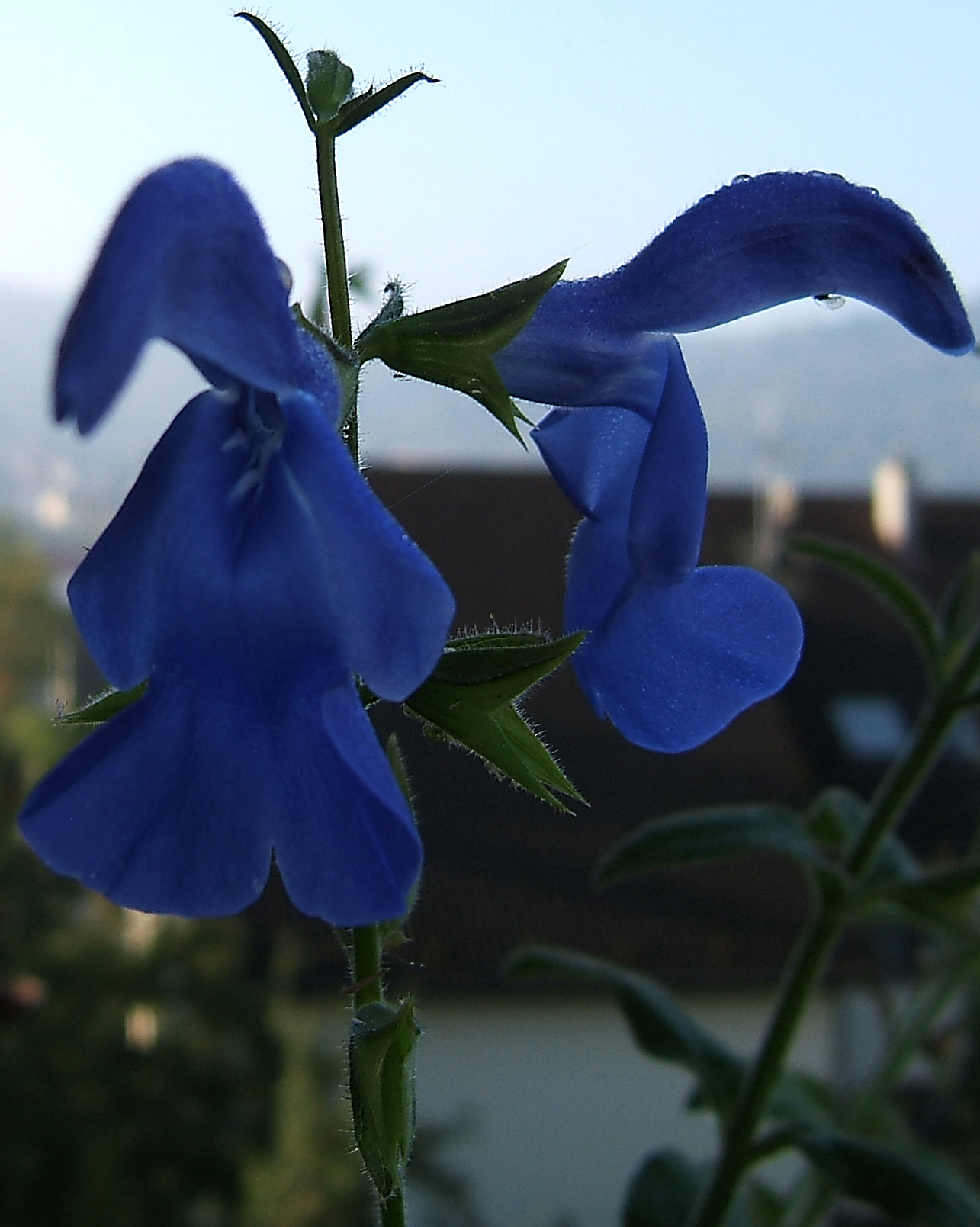
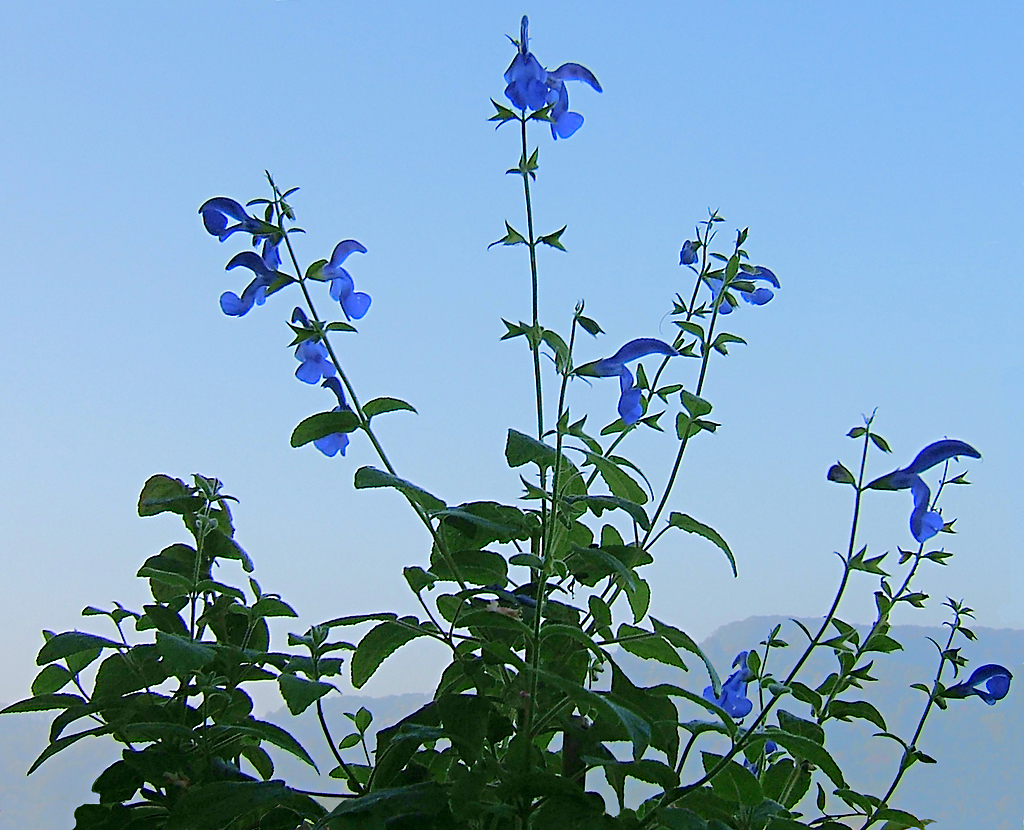
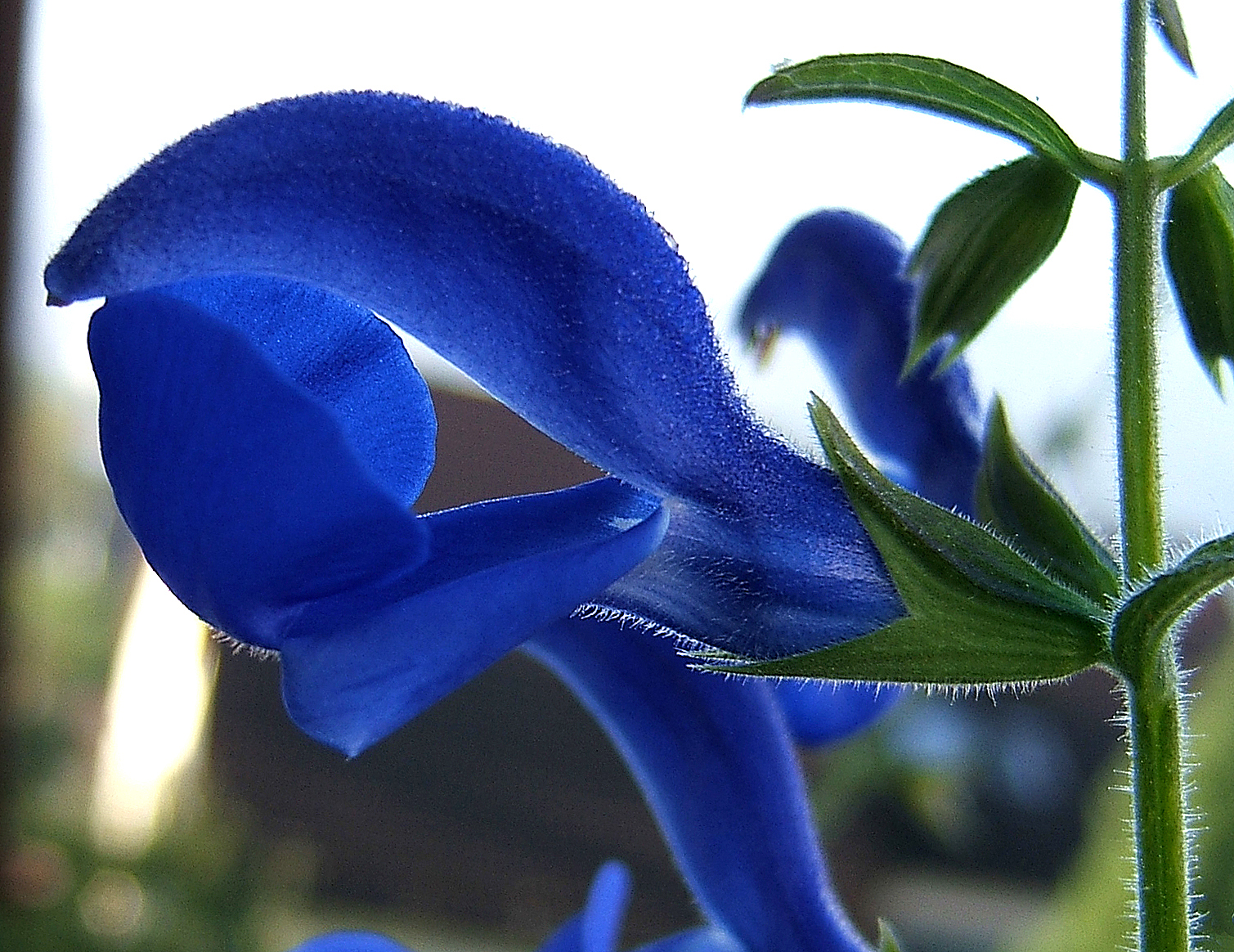